# Östrabopriset
Östrabopriset var ett litterärt pris på 25 000 svenska kronor (2006) som utdelades av Smålands Akademi, medutdelare fram till 2005 var Smålandsposten. Priset var instiftat till Esaias Tegnérs minne.

## Pristagare
- 1993 – Karl Vennberg
- 1994 – Lars Bergquist
- 1995 – Gunnar E. Sandgren
- 1996 – Sven Fagerberg
- 1997 – Göran Sonnevi
- 1998 – Maria Gripe
- 1999 – Ola Larsmo
- 2000 – Per Odensten
- 2001 – Arne Johnsson
- 2002 – Ragnar Thoursie
- 2003 – Willy Jönsson
- 2004 – Björn Larsson
- 2005 – Åke Svensson
- 2006 – Cletus Nelson Nwadike

### Fotnoter
1. ↑  ”Östrabopriset”. Smålands akademi. Arkiverad från originalet den 4 mars 2016. https://web.archive.org/web/20160304210734/http://www.smalandsakademi.se/?page_id=198. Läst 10 juni 2012.